# Малая Лещенка
Малая Лещенка (бел. Малая Лешчанка) — деревня в Мстиславском районе Могилёвской области Белоруссии. Входит в состав Красногорского сельсовета.

## География
Деревня находится в северо-восточной части Могилёвской области, в пределах Оршанско-Могилёвской равнины, вблизи государственной границы с Российской Федерацией, к югу от реки Вихры, на расстоянии примерно 6 километров (по прямой) к востоку от Мстиславля, административного центра района. Абсолютная высота — 163 метра над уровнем моря.

## История
Согласно «Списку населенных мест Могилёвской губернии» 1910 года издания населённый пункт входил в состав Казимирово-Слободского сельского общества Казимирово-Слободской волости Мстиславского уезда Могилёвской губернии. В деревне имелось 16 дворов и проживало 130 человек (61 мужчина и 69 женщин).